# Amstel Gold Race 2022
56. ročník jednodenního cyklistického závodu Amstel Gold Race se konal 10. dubna 2022 v Nizozemsku. Vítězem se stal Polák Michał Kwiatkowski z týmu Ineos Grenadiers. Na druhém a třetím místě se umístili Francouz Benoît Cosnefroy (AG2R Citroën Team) a Belgičan Tiesj Benoot (Team Jumbo–Visma). Závod byl součástí UCI World Tour 2022 na úrovni 1.UWT a byl čtrnáctým závodem tohoto seriálu.

## Týmy
Závodu se zúčastnilo všech 18 UCI WorldTeamů a 7 UCI ProTeamů. Alpecin–Fenix a Arkéa–Samsic dostaly automatické pozvánky jako nejlepší UCI ProTeamy sezóny 2021, třetí nejlepší UCI ProTeam sezóny 2021, Team TotalEnergies, pak dostal také automatickou pozvánku. Další 4 UCI ProTeamy (Bardiani–CSF–Faizanè, B&B Hotels–KTM, Bingoal Pauwels Sauces WB a Sport Vlaanderen–Baloise) byly vybrány organizátory závodu, Amstel Gold Race Foundation. Každý tým přijel se sedmi závodníky kromě týmů Astana Qazaqstan Team, Team BikeExchange–Jayco a Team TotalEnergies s šesti jezdci a týmu Israel–Premier Tech s pěti jezdci. Bez jednoho nestartujícího závodníka se tak na start postavilo 169 jezdců. Do cíle ve Valkenburgu dojelo 124 z nich.
UCI WorldTeamy
- AG2R Citroën Team
- Astana Qazaqstan Team
- Bora–Hansgrohe
- Cofidis
- EF Education–EasyPost
- Groupama–FDJ
- Ineos Grenadiers
- Intermarché–Wanty–Gobert Matériaux
- Israel–Premier Tech
- Lotto–Soudal
- Movistar Team
- Quick-Step–Alpha Vinyl
- Team Bahrain Victorious
- Team BikeExchange–Jayco
- Team DSM
- Team Jumbo–Visma
- Trek–Segafredo
- UAE Team Emirates

UCI ProTeamy
- Alpecin–Fenix
- Arkéa–Samsic
- Bardiani–CSF–Faizanè
- B&B Hotels–KTM
- Bingoal Pauwels Sauces WB
- Sport Vlaanderen–Baloise
- Team TotalEnergies

## Výsledky
| Pořadí | Jezdec                     | Tým                     | Čas        |
| ------ | -------------------------- | ----------------------- | ---------- |
| 1      | Michał Kwiatkowski (POL)   | Ineos Grenadiers        | 6h 01' 19" |
| 2      | Benoît Cosnefroy (FRA)     | AG2R Citroën Team       | + 0"       |
| 3      | Tiesj Benoot (BEL)         | Team Jumbo–Visma        | + 10"      |
| 4      | Mathieu van der Poel (NED) | Alpecin–Fenix           | + 20"      |
| 5      | Alexander Kamp (DEN)       | Trek–Segafredo          | + 20"      |
| 6      | Kasper Asgreen (DEN)       | Quick-Step–Alpha Vinyl  | + 20"      |
| 7      | Michael Matthews (AUS)     | Team BikeExchange–Jayco | + 20"      |
| 8      | Stefan Küng (SUI)          | Groupama–FDJ            | + 20"      |
| 9      | Marc Hirschi (SUI)         | UAE Team Emirates       | + 20"      |
| 10     | Dylan Teuns (BEL)          | Team Bahrain Victorious | + 20"      |